# Lac du Picotin
Lac du Picotin är en sjö i Kanada.   Den ligger i regionen Côte-Nord och provinsen Québec, i den östra delen av landet, 600 km nordost om huvudstaden Ottawa. Lac du Picotin ligger 574 meter över havet. Den ligger vid sjöarna  Lac Levallon och Lac Sénécal.
I omgivningarna runt Lac du Picotin växer i huvudsak blandskog. Trakten runt Lac du Picotin är nära nog obefolkad, med mindre än två invånare per kvadratkilometer.